# Mistrzostwa Europy w Lekkoatletyce 1938 – bieg na 3000 m z przeszkodami mężczyzn

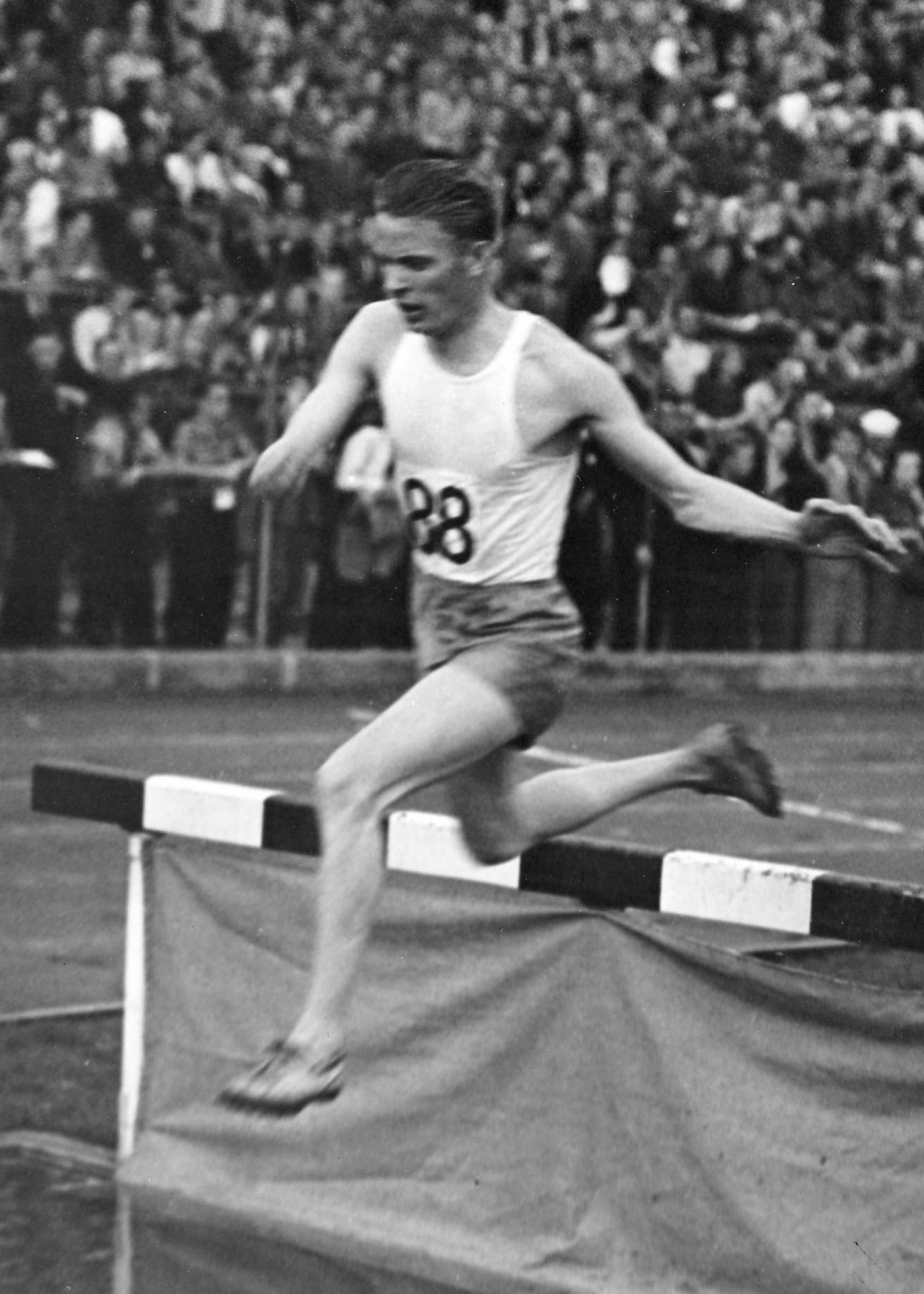
Lars Larsson

Bieg na dystansie 3000 metrów z przeszkodami mężczyzn był jedną z konkurencji rozgrywanych podczas II mistrzostw Europy w Paryżu. Był to debiut tej konkurencji na mistrzostwach Europy. Bieg został rozegrany w poniedziałek, 5 września 1938 roku. Zwycięzcą tej konkurencji został Szwed Lars Larsson. W rywalizacji wzięło udział ośmiu zawodników z sześciu reprezentacji.

## Rekordy
| Rekord świata | Volmari Iso-Hollo (FIN) | 9:03,8 | Berlin, Niemcy | 08.08.1936 |
| Rekord Europy | Volmari Iso-Hollo (FIN) | 9:03,8 | Berlin, Niemcy | 08.08.1936 |

## Wyniki
| Miejsce | Zawodnik              | Czas   | Uwagi |
| ------- | --------------------- | ------ | ----- |
| 1       | Lars Larsson          | 9:16,2 | CR    |
| 2       | Ludwig Kaindl         | 9:19,2 |       |
| 3       | Alf Lindblad          | 9:21,4 |       |
| 4       | Kaarlo Tuominen       | 9:28,6 |       |
| 5       | Roger Cuzol           | 9:42,2 |       |
| 6       | Gaston Tinard         | 9:43,0 |       |
| 7       | Ferdinando Migliaccio | 9:45,2 |       |
| 8       | Wacław Soldan         | 9:58,4 |       |